# Islesboro
Islesboro – miasto w Stanach Zjednoczonych, w stanie Maine, w hrabstwie Waldo.